# Paulette (modiste)
Pour les articles homonymes, voir Paulette.
Paulette, née Pauline Antoinette Adam le 23 février 1900 à Paris et morte le 8 septembre 1984, dans la même ville, est une modiste française.

## Biographie
Fille de commerçants parisiens du 9e arrondissement, elle est la dernière d’une fratrie de quatre enfants, ses trois frères et elle. Sa mère meurt à sa naissance. Adolescente, elle devient mannequin pour gagner en autonomie. En juin 1921, elle épouse Raymond Marchand et ouvre sa première boutique de modiste, rue de la Pépinière. En 1929, elle s’installe avenue de l’Opéra, et adopte le nom et l’enseigne Paulette, puis en 1939 au 63, rue Victor-Emmanuel III (aujourd’hui avenue Franklin-D.-Roosevelt), où son enseigne devient Paulette Modes. Elle est de plus en plus connue au fil des années, dans cet entre-deux-guerres. Elle travaille pour le théâtre et le cinéma, activité qu’elle reprend après la Seconde Guerre mondiale, bénéficiant de l’amitié et de la complicité d’un Christian Bérard, et elle commence à coiffer des têtes couronnées.
Durant l’occupation allemande, elle lance la mode du turban, appelé encore « turban bicyclette » (la bicyclette étant redevenue par nécessité un moyen de locomotion très utilisé). Ces turbans sont en jersey fin ou en velours. Leur succès se prolonge dans les années 1950,,.

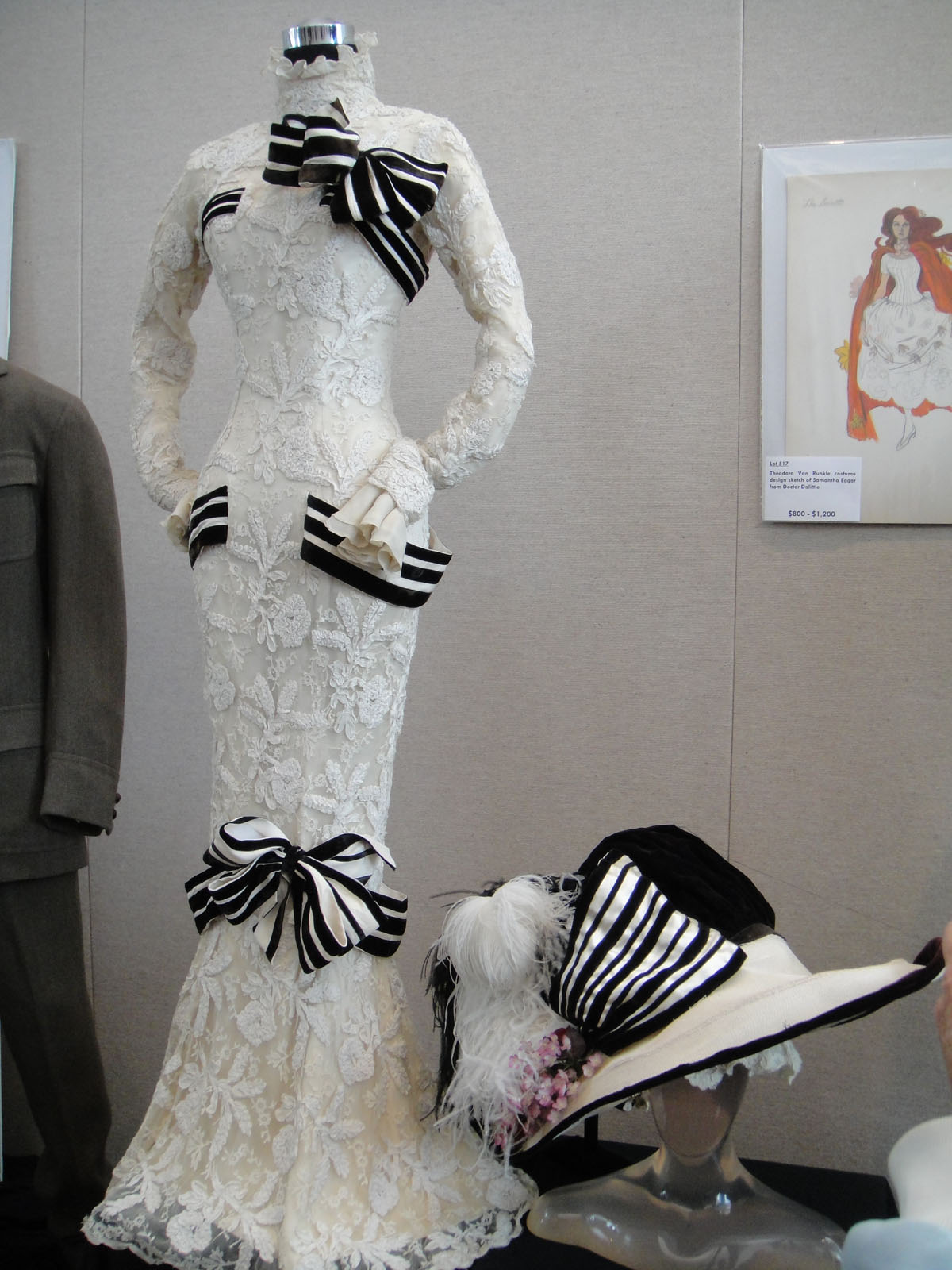
Un des costumes et chapeaux portés par Audrey Hepburn dans le film My Fair Lady

En mai 1949, elle divorce, et se remarie un an plus tard, avec Jacques Chopin de La Bruyère,.  Durant les années 1950, elle continue de travailler avec les Américaines et les Anglaises, bénéficiant d'un rayon chez Harrods, à Londres. La bégum Aga Khan III, Grace Kelly, la duchesse de Windsor font partie de ses clientes. Durant les années 1960, elle réalise notamment les chapeaux d'Audrey Hepburn dans My Fair Lady et ouvre des succursales à Londres, New York ou Buenos Aires. Les photographes de mode les plus célèbres, Horst P. Horst, Henry Clarke, Richard Avedon, Helmut Newton, William Klein, Guy Bourdin, etc., photographient ses créations, pour Vogue ou Harper’s Bazaar. Elle travaille pour Robert Piguet (un de ses amis), Pierre Balmain, Louis Féraud, Pierre Cardin, Christian Dior, Guy Laroche, etc., mais aussi Coco Chanel, elle-même ancienne modiste.
Dans les années 1970, elle est encore une des grandes figures de la haute couture française, bien qu’une nouvelle génération incarnée par Yves Saint Laurent, puis la génération Palace, bouleverse la donne. Ses chapeaux sont portés en particulier par Claude Pompidou, femme du président de la République, qui met un point d’honneur à faire appel aux créateurs français les plus innovants et les plus distingués. Mais c’est aussi une époque où les femmes restent désormais majoritairement tête nue, en toutes circonstances, y compris dans les milieux les plus aisés. Peu de temps avant sa mort, le ministère de l'intérieur lui propose d’imaginer un modèle pour les femmes préfets, accompagnant le mouvement de féminisation d’une fonction où la coiffe s’impose encore.
Elle meurt le 8 septembre 1984 dans le 8e arrondissement de Paris. Élégante, d’une grande exigence sur les formes et le sens des proportions, Pauline Adam de la Bruyère, dite Paulette, fut surnommée « la reine des modistes et la modiste des reines ».

### Webographie
- « Acte de naissance de Pauline Antoinette Adam  (mentions marginales de ses mariages et son décès) », sur Etat-civil de Paris (vue 25 / 31 gauche.